# Movimiento Obrero Independiente y Revolucionario
El Movimiento Obrero Independiente y Revolucionario (MOIR) fue un movimiento político colombiano de izquierda. Fue fundado en Medellín en 1970 tras la separación de la facción maoísta del Movimiento Obrero Estudiantil y Campesino (MOEC) liderados por su secretario general, Francisco Mosquera y secretario de juventudes, Marcelo Torres. 
Hasta 2020 el MOIR se encontraba integrado en el partido Polo Democrático Alternativo (PDA) como una facción. Con mira a las elecciones generales de 2022, el MOIR se integró dentro del recientemente fundado partido Dignidad.
Sus dos principales dirigentes son el senador Jorge Enrique Robledo y el excandidato a la alcaldía de Bogotá, Aurelio Suárez Montoya.

## Historia
El MOIR tiene como base ideológica el maoísmo. Este movimiento surgió de una facción del Movimiento Obrero Estudiantil y Campesino (MOEC) liderada por Francisco Mosquera, por diferencias internas y por proclamar que era necesario trabajar con las masas y crear un verdadero partido obrero con una base marxista-leninista, complementado con el rechazo a la lucha armada.
Este movimiento logró importantes espacios dentro de las universidades y sindicatos de la época. Su principal característica en aquel tiempo era su radical oposición a la lucha parlamentaria-democrática y su beligerancia no solo en rechazo al Gobierno sino hacia sectores de la izquierda como el Partido Comunista Colombiano o el Bloque Socialista. Su sección juvenil, Juventud Patriótica (JUPA), encabezada por Marcelo Torres (líder de la Universidad Nacional) jugó un importante papel dentro del movimiento estudiantil de 1971, dentro del cual lideró un gran movimiento que reivindicó el cogobierno y logró reclutar a gran cantidad de universitarios y estudiantes.
El estudio e identificación con el maoísmo los llevó a ser reconocidos oficialmente por el Partido Comunista Chino, junto a otros como el Partido Comunista de Colombia – Marxista Leninista y la extinta Tendencia Marxista Leninista Maoísta, como sus partidos hermanos en Colombia. Sin embargo, ya durante los años 1980, el MOIR rompe relaciones con el PCCh y los califica de "traidores".
El MOIR afirmaba que en Colombia se necesitaba realizar primero la Revolución de Nueva Democracia de Mao Zedong para llegar al socialismo, complementada con la conformación de un verdadero Partido Obrero y una Revolución Agraria debido al carácter semifeudal del país, todo llevando a la conformación de un Frente Único antiimperialista por la Soberanía y la Democracia, donde podían caber todos los sectores de la sociedad contra la dominación extranjera.
Asimismo, el partido recalcaba que la revolución tenía que realizarse mirando las condiciones específicas de los países y con total autonomía y soberanía de los pueblos. De esta manera, se caracterizó por su lucha antiimperialista contra Estados Unidos (EE. UU.) y la Unión Soviética. La oposición contra esta última potencia le originó problemas con otras organizaciones marxistas-leninistas prosoviéticas en el país.
A diferencia de otros partidos de izquierda, el MOIR criticó el llamado a la insurrección armada debido a que, según ellos, no se habían reunido las condiciones para el levantamiento armado de carácter revolucionario por ser este un instrumento que los pueblos utilizan para su emancipación. No obstante, debido a las condiciones del país, el pueblo no estaba preparado por falta conciencia y nivel organizativo y combativo. Por eso, afirmaban que se debe conseguir un apoyo total de la población del país para conformar un verdadero partido obrero, un movimiento campesino que busque una verdadera reforma agraria, y principalmente atacar los problemas principales y sus actores causantes que son el imperialismo y la gran burguesía. De esta manera, defendían en forma alternativa la resistencia civil, la desobediencia civil y la lucha democrática de masas como sus métodos de acción política y revolucionarias.
Aunque a diferencia de las otras tendencias, el MOIR no consideró necesaria la guerra popular prolongada como táctica adecuada en las circunstancias concretas de Colombia, no abandonó esta tesis, como dicen algunos de sus críticos, que a veces los tachaban de línea blanda.
En 1972 el MOIR incluye en su táctica la lucha electoral y comienza su participación en elecciones parlamentarias y departamentales, y desarrolló alianzas con diferentes sectores políticos. No obstante, mantuvo su crítica contra el revisionismo y oportunismo de grupos oportunistas de izquierda.

### Década de los 80
La década de 1980 estuvo marcada por una progresiva baja en el número de militantes, por escisiones importantes y acciones indiscriminadas de grupos armados. En este periodo, los paramilitares y las guerrillas asesinan a varios cuadros del partido y obligan a la dirección central a llamar a una retirada masiva de las zonas rurales, donde el MOIR empezaba a construir asociaciones campesinas agrícolas.
El MOIR participó en diversas coaliciones de izquierdas e incluso llegó a coincidir con el Partido Comunista Colombiano en algunos momentos en la Unión Nacional de Oposición (UNO). Sin embargo, se opuso a la formación de la Central Unitaria de Trabajadores (CUT), que fue el punto de convergencia de casi todo el sindicalismo colombiano, por considerarla una central oportunista y liberal. De esta manera, sus militantes obreros mantuvieron su afiliación a la cada vez más disminuida Central General de los Trabajadores (CGT).

### Década de los 90 y en los comienzos delsigloXXI
En 1994, fallece Francisco Mosquera, Secretario General, y comienza un proceso de divisiones dentro del moirismo. El sucesor en el cargo de Mosquera y cofundador del MOIR: Héctor Valencia, entró en contradicciones con el senador Jesús Bernal Amorocho, quien lideraba el sector de trabajadores bancarios del partido. Esta facción finalmente se independiza y logra la reelección consecutiva de Bernal en el Congreso de la República.
Un segundo sector, liderado por el dirigente histórico Marcelo Torres Benavides, tildó a la dirección de Valencia de «oportunista de izquierda». Argumenta que se escindiría para proseguir la política de frente amplio y la reconstrucción del partido, el cual toma el nombre de Partido del Trabajo de Colombia (moirista) (PTC).
El PTC logra elegir a Bernal como senador, pero el 2 de septiembre de 2002 lo expulsa de sus filas por presuntas malversaciones de fondos en el sindicato que dirigía, hecho por el cual el PTC se queda sin representación parlamentaria.
Para completar este episodio de faccionalismo, pequeños grupos de Bogotá considerarán al moderno MOIR como traidor al «Pensamiento Francisco Mosquera» y se separaron del partido. Estos son el autodenominado MOIR Francisco Mosquera y el Comité de Defensa del Pensamiento de Francisco Mosquera dirigido por Ramiro Rojas.
El MOIR participó en el proceso de formación del Frente Social y Político en 1999, pero se retiró por contradicciones con otros sectores de izquierda. Logró una curul en el Senado con Jorge Enrique Robledo en 2002, producto de una división de las listas que implicó la pérdida de la curul a Jorge Santos del PTC.
El MOIR participó en la convergencia de Alternativa Democrática, con los sectores políticos Frente Social y Político y otros grupos (Unidad Democrática, Movimiento Ciudadano, Partido Comunitario Opción Siete y Autoridades Indígenas de Colombia, AICO), coalición de izquierdas que para finales de 2005 se aliaría con el Polo Democrático Independiente (PDI) para dar origen al Polo Democrático Alternativo(PDA). En las elecciones parlamentarias de 2006, resultaría reelegido Robledo al Senado, duplicando su votación. El 19 de septiembre de 2008, fallece Héctor Valencia Henao quien, tras la muerte de Mosquera, había asumido el cargo de Secretario General. Después de largas discusiones internas, fue elegido el líder obrero y Vicepresidente de la CUT, Gustavo Rubén Triana, como su sucesor.

## Elecciones
Para las Elecciones presidenciales de Colombia de 2018 el MOIR desde el Polo Democrático Alternativo inicialmente presentó a Jorge Enrique Robledo como candidato presidencial, posteriormente Robledo retiraría su candidatura presidencial para conformar la Coalición Colombia bajo la candidatura de Sergio Fajardo  participaron además del Polo la Alianza Verde (Colombia) y el Movimiento Compromiso Ciudadano. Dicha coalición no logró superar la primera vuelta obteniendo 4.602.153 votos. Durante ese mismo año Jorge Enrique Robledo volvió a ser candidato al Senado de la República y obtuvo una votación de 229.276 votos, siendo nuevamente uno de los senadores más votados del país.
En la segunda vuelta de las Elecciones presidenciales de Colombia de 2018 donde se enfrentaron Iván Duque Márquez y Gustavo Petro el MOIR optó por retirarse de la campaña presidencial y anunció su voto en blanco, donde nuevamente expuso sus diferencias ideológicas con Gustavo Petro-.
En las Elecciones locales de Bogotá de 2015 para el periodo 2016-2019 el MOIR, logró recuperar una curul en el Concejo de Bogotá, eligiendo a Manuel Sarmiento como cabildante con 13.917 votos bajo la consigna #LaNuevaGeneraciónPolista, durante este periodo se desempeñó como el principal opositor del gobierno distrital del Alcalde Enrique Peñalosa. 
En las Elecciones locales de Bogotá de 2019 para el periodo 2020-2023 el MOIR participó en la coalición en torno a la candidatura de Claudia López a la alcaldía entre la Alianza Verde (Colombia), el Polo Democrático Alternativo y el Movimiento Activista. Donde nuevamente el MOIR logra llegar el concejo con Manuel Sarmiento, esta vez con 22.105 votos, y actualmente se desempeña como miembro de la coalición de gobierno de la alcaldesa Claudia López.